# Rõue
Rõue es una localidad del municipio de Kehtna en el condado de Rapla, Estonia, con una población censada a final del año 2011 de 39 habitantes. 
Se encuentra ubicada en el centro-este del condado, cerca de la frontera con los condados de Järva y Pärnu.